# Plasmodium vivax
Espèce
Plasmodium vivax est la cause la plus fréquente de la fièvre tierce bénigne, l'une des formes du paludisme encore appelé malaria. Cette maladie est moins virulente que le  P. falciparum, et souvent considérée comme bénigne. Elle est néanmoins débilitante et parfois mortelle, et économiquement coûteuse (coût estimé entre 1,4 et 4 milliards de dollars américains par an) dans de nombreux pays tropicaux et tempérés hors d'Afrique.
Elle est pour cette raison parfois considéré comme non bénigne et comme une maladie tropicale négligée, d'autant que comme le paludisme, elle pourrait étendre son aire de répartition avec le dérèglement climatique et la mondialisation.

## Incubation
La période d'incubation de l'infection s'étend habituellement de 10-17 jours, mais parfois jusqu'à une année. Les crises de fièvre créés par le plasmodium vivax sont récurrentes.

## Particularités
P. vivax peut résister à des températures plus faibles que P. falciparum, et possède une forme latente dans le foie, appelée hypnozoïte, qui rend possible des récidives contagieuses de la maladie à plusieurs mois ou années d'écart. Combinés, ces deux effets permettent à P. vivax d'être présent dans des zones à climat plus tempéré que P. falciparum.

## Prévalence et impacts socioéconomiques
La proportion de la population mondiale infectée ou risquant de l'être par P. vivax est plus importante que celle infectée ou risquant de l'être par  Plasmodium falciparum . Les patients de tous âges souffrent d'infections épuisantes et répétées par P. vivax (accès fébriles et incapacitants, souvent accompagnés d'une anémie sévère, de détresse respiratoire, de troubles de la grossesse (chez la femme) et de difficultés de l'apprentissage chez les enfants).
Comme pour d'autres maladies négligées, P. vivax affecte surtout des  populations pauvres ayant peu d'accès aux soins et la maladie contribue à entretenir cette pauvreté et le manque d'accès aux soins,,.
Les programmes d'élimination du paludisme ont ciblé P. falciparum, car plus mortellement dangereux, mais au détriment de la lutte contre P. vivax qui selon les experts sévit dans les mêmes zones et pourrait être plus difficile à combattre, notamment parce qu'on dispose de moins de connaissances à son sujet et qu'il existe aussi des risques de résistances aux médicaments.

## Traitement
L'Organisation mondiale de la santé, dans un document datant de 2015, recommande la chloroquine ou une combinaison avec l'artémisine pour tuer le parasite circulant, puis une cure de 15 jours de primaquine pour tuer les hypnozoïtes. 
Le tafénoquine, en prise unique, pourrait constituer une alternative.